# Skeptrostachys berroana
Skeptrostachys berroana är en orkidéart som först beskrevs av Friedrich Fritz Wilhelm Ludwig Kraenzlin, och fick sitt nu gällande namn av Leslie Andrew Garay. Skeptrostachys berroana ingår i släktet Skeptrostachys och familjen orkidéer.
Artens utbredningsområde är Uruguay. Inga underarter finns listade i Catalogue of Life.